# Fadil Toskić
Fadil Toskić (Sarajevo, 25. rujna 1949. – Sarajevo, 10. siječnja 2006.) je bosanskohercegovački pjevač i festivalsko ime domaće šlageristike iz kasnih 1970-ih i ranih 1980-ih godina. Glazbenu karijeru započeo je početkom 1970-ih godina s rock-sastavom "Ajani", nešto kasnije radio je s "Teškom industrijom", da bi krajem 1970-ih započeo uspješnu solo karijeru, koja je nadilazila granice Bosne i Hercegovine.

## Diskografija

### Albumi
- Bilo bi ludo (Diskoton) (1979.)
- Noćne igre (Diskoton) (1985.)
- Sjetit ćeš se mene (Diskoton) (1991.)
- Još sam tu (Intakt Records) (2001.)